# Golina (Pomianów Dolny)
Golina (Dolina, niem. Gollendorf) – dawna wieś, obecnie kolonia wsi Pomianów Dolny w województwie dolnośląskim, powiecie ząbkowickim, w gminie Ziębice.

## Opis
Dawna wieś znajdująca się kilometr od wsi Pomianów Dolny w kierunku zachodnim. Nazwa Golina oznacza goło uprawianą ziemię, czyli bez użycia użyźniaczy. Jako przysiółek swoją obecną nazwę dostał w 1948 roku.